# Толкачёва, Яна Юрьевна
Я́на Ю́рьевна Толкачёва (родилась 22 января 1987, Кирово-Чепецк, Кировская область, РСФСР, СССР) — российская пловчиха, многократная чемпионка и рекордсменка России по плаванию в комплексном плавании, член сборной команды России, призёр чемпионата Европы, мастер спорта России международного класса.

## Биография

### Юношеские соревнования
Воспитанница кирово-чепецкой школы плавания. Начала заниматься в отделении плавания детско-юношеской спортивной школы при Спортивном клубе «Олимпия». Первый тренер — Козлова Наталья Алексеевна, тренер-преподаватель отделения плавания СДЮСШОР (позже — заслуженный тренер России).
В 1999 году Яна победила на всероссийских соревнованиях клуба «Весёлый дельфин» с рекордом Европы для девочек 11 лет. В 2000 году команда девушек из Кирово-Чепецка стала первой на чемпионате России среди ДЮСШ, а Яна выиграла заплывы на 100 м баттерфляем, стала второй на 400 м кролем и третьей на 100 м кролем. По итогам сезона она вошла в сборную страны. На проходивших в испанской Мурсии VI Европейских олимпийских юношеских днях завоевала 6 наград: 5 золотых и 1 бронзовую. В 2002 году на проходивших в Москве Международных спортивных юношеских играх среди стран СНГ, Балтии и регионов России она стала первой на дистанциях 800 м вольным стилем, 200 м в плавании на спине 200 м в комплексном плавании, в эстафетах 4×200 м вольным стилем и 4×100 м в комплексном плавании, и стала второй в эстафете 4х100 вольным стилем.
В 2002 году на юношеском чемпионате Европы, проходившем в Линце (Австрия) в заплывах вольным стилем Яна была первой на дистанции 800 м и в эстафете 4×100 м, второй в эстафете 4×200 м, а в комплексном плавании завоевала «серебро» на дистанции 400 м и «бронзу» на 200 м, а в 2003 году на следующем, проходившем в Глазго (Шотландия) европейском юноршеском чемпионате стала первой в эстафете 4×200 м вольным стилем и второй на дистанции 400 м в плавании на спине.

### Спортивная карьера
С 2000 года тренировалась в Волгограде и представляла на внутренних соревнованиях Кировскую и Волгоградскую области. Так, на проходившем в Волгограде в 2002 году чемпионате России её индивидуальная победа на дистанции 400 м в комплексном плавании была внесена в протокол как результат кировской спортсменки, а в победной эстафете 4×100 м вольным стилем Яна участвовала в волгоградской команде.
В 2001 году на своём первом чемпионате России, проходившем в Москве, стала третьей на дистанции 1500 вольным стилем. В декабре того же года выиграла Кубок России на дистанции 400 м в комплексном плавании.
В 2003 году на чемпионате России в Москве победила в комплексном плавании на дистанциях 200 и 400 м, а также стала третьей в плавании на спине на дистанции 200 м. На зимнем чемпионате России 2004 года, проходившем в городе Чехове Московской области, Яна Толкачёва выиграла дистанцию 200 м в комплексном плавании  эстафету 4×200 м вольным стилем и стала второй на дистанции 400 м в комплексном плавании и в эстафете 4×100 м вольным стилем.
Не менее успешно Яна Юрьевна выступала в соревнованиях на короткой воде. На чемпионате России 2001 года в Нижнем Новгороде в заплывах в комплексном плавании победила на дистанции 200 м и стала второй на 400 м. В следующем году, на чемпионате в Москве в этом виде, наоборот, выиграла дистанцию 400 м (с национальным рекордом 4.38,64) и стала второй на 200 м, а также завоевала бронзу на 200 м вольным стилем.
Лучшим достижением Я. Ю. Толкачёвой в составе национальной сборной России стала серебряная медаль проходившего в 2003 году в Дублине (Ирландия) чемпионата Европы на короткой воде (25 м) на дистанции 400 м в комплексном плавании с национальным рекордом 4.35,28 (и участие в финальном заплыве на 200 м в комплексном плавании — 7 место). Годом ранее на проходившем в Москве чемпионате мира на короткой воде Яна стала четвёртой на дистанции 400 м в комплексном плавании. В 2007 году представляла Россию на XXIV летней Универсиаде, проходившей в Бангкоке (Таиланд).
После завершения спортивной карьеры работает тренером. Проживает в Казани, работает во Дворце Водных видов спорта Казани.

## Спортивные достижения
- бронзовый призёр Чемпионата России по плаванию (Москва, 2001) на дистанции 1500 м (вольный стиль)
- чемпион России по плаванию на короткой воде (Нижний Новгород, 2001) на дистанции 200 м (комплексное плавание)
- чемпион России по плаванию на короткой воде (Нижний Новгород, 2001) на дистанции 400 м (комплексное плавание)
- чемпион России по плаванию (Волгоград, 2002) на дистанции 400 м (комплексное плавание)
- чемпион России по плаванию (Волгоград, 2002) в эстафете 4х100 м (вольный стиль)
- чемпион России по плаванию на короткой воде Москва, 2002) на дистанции 200 м (комплексное плавание)
- серебряный призёр Чемпионат России по плаванию на короткой воде (Москва, 2002) на дистанции 200 м (комплексное плавание)
- серебряный призёр Чемпионат России по плаванию на короткой воде (Москва, 2002) на дистанции 200 м (вольный стиль)
- серебряный призёр Чемпионат Европы по плаванию на короткой воде 2003 (Дублин, 2003) на дистанции 400 м (комплексное плавание)
- чемпион России по плаванию (Москва, 2003) на дистанции 200 м (комплексное плавание)
- чемпион России по плаванию (Москва, 2003) на дистанции 400 м (комплексное плавание)
- чемпион России по плаванию (Москва, 2003) на дистанции 200 м (плавание на спине)
- чемпион Зимнего чемпионата России по плаванию (Чехов, 2004) на дистанции 200 м (комплексное плавание)
- чемпион Зимнего чемпионата России по плаванию (Чехов, 2004) в эстафете 4х200 м (вольный стиль)
- чемпион Зимнего чемпионата России по плаванию (Чехов, 2004) на дистанции 400 м (комплексное плавание)
- серебряный призёр Зимнего чемпионата России по плаванию (Чехов, 2004) в эстафете 4х100 м (вольный стиль)